# México (szövetségi állam)
México (spanyolul Estado de México) egy központi fekvésű szövetségi állam Mexikóban. Földrajzilag a Mexikói-völgy nagy részét teszi ki. Körbeveszi az ország fővárosát, de az nem tartozik hozzá, hanem külön tagállam. México legtöbb lakosa a fővárosi agglomeráció településein lakik; ezek közül a legnagyobb Ciudad Nezahualcóyotl. Az állam területe 22 357 km²; több mint 15 millió lakosa van.
Fővárosa Toluca de Lerdo. Világhírű az állam északi részén található Teotihuacán, az ókori Amerika egyik legfontosabb látnivalója.

## További nagyvárosok
- Ecatepec de Morelos
- Naucalpan de Juárez
- Toluca
- Tlalnepantla
- Chimalhuacán
- Cuautitlán Izcalli
- Atizapán de Zaragoza
- Tultitlán
- Ixtapaluca
- Nicolás Romero
- Tecámac
- Valle de Chalco Solidaridad
- Chalco
- Coacalco de Berriozábal

## Népessége
Ahogy egész Mexikóban, a népesség növekedése México államban is gyors, ezt szemlélteti az alábbi táblázat:
| Év   | Lakosság   |
| ---- | ---------- |
| 1990 | 9 815 795  |
| 1995 | 11 707 964 |
| 2000 | 13 096 686 |
| 2005 | 14 007 495 |
| 2010 | 15 175 862 |

## Fordítás
- Ez a szócikk részben vagy egészben  a   State of Mexico című angol Wikipédia-szócikk ezen változatának fordításán alapul.  Az eredeti cikk szerkesztőit annak laptörténete sorolja fel. Ez a jelzés csupán a megfogalmazás eredetét és a szerzői jogokat jelzi, nem szolgál a cikkben szereplő információk forrásmegjelöléseként.